# Villa Elisa (Entre Ríos)
Villa Elisa (Savoyaards-Arpitaans: Vela Elisa) is een plaats in het Argentijnse bestuurlijke gebied Colón in de provincie  Entre Ríos. De plaats telt 8351 inwoners.